# Gália
Gália is een gemeente in de Braziliaanse deelstaat São Paulo. De gemeente telt 6.635 inwoners (schatting 2009).